# Labroma umbratilis
Labroma umbratilis är en skalbaggsart som beskrevs av Matthews 1974. Labroma umbratilis ingår i släktet Labroma och familjen bladhorningar. Inga underarter finns listade i Catalogue of Life.